# Julius Victor Carus
Julius Victor Carus (Lipsia, 25 luglio 1823 – Lipsia, 10 marzo 1903) è stato uno zoologo ed entomologo tedesco.

## Biografia
Carus fu curatore del Museo di Anatomia Comparata dell'Università di Oxford dal 1849 al 1851.
In seguito, nel 1853, divenne professore di Anatomia Comparata e direttore del Museo di Zoologia dell'Università di Lipsia.
Ebbe scambi epistolari con Charles Darwin e, tra le altre, tradusse in tedesco le opere The Origin of Species, The Expression of the Emotions in Man and Animals e The formation of vegetable mould. Queste traduzioni furono spesso assunte come traduzioni standard.
Inoltre, nel 1863 tradusse l'opera di Thomas Henry Huxley Man's Place in Nature.
Carus collaborò con Albert von Kölliker e Carl von Siebold.
Nel 1875 fondò il giornale Zoologischer Anzeiger.
Nel 1856, Carus divenne membro della Deutschen Akademie der Naturforscher Leopoldina.
Nel 1861, Carus entrò nella loggia massonica di Lipsia Minerva zu den drei Palmen, che presiedette dal 1874 al 1881 come Maestro di sedia.

## Opere principali
- 1849. Zur nähern Kenntnis des Generationswechsels (Lipsia).
- 1853. System der tierischen Morphologie.
- 1854. Über die Wertbestimmung zoologische Merkmale.
- 1857. Julius Victor Carus (dir.): Icones Zootomicae. Include contributi di George James Allman (1812-1898), Carl Gegenbaur (1826-1903), Th.H. Huxley, Albert Kölliker, Heinrich Ludwig Hermann Müller (1829-1883), M.S. Schultze, Carl Theodor Ernst von Siebold (1804-1885) e F. Stein. (Wilhelm Engelmann, Lipsia)
- 1861. Bibliotheca zoologica (Lipsia, due volumi)
- 1861. Über die Leptocephaliden. (Wilhelm Engelmann, Lipsia).
- 1863-1875. Con Wilhelm Peters (1815-1883) e Carl Eduard Adolph Gerstäcker (1828-1895) Handbuch der Zoologie (Lipsia).
- 1872. Alexander von Humboldt. Eine wissenschaftliche Biographie. (Lipsia, 3 volumi).
- 1872. Con Johannes Peter Müller (1801-1858) e Charles Darwin Geschichte der Zoologie bis auf Joh. Müller und Ch. Darwin (Monaco di Baviera).
- 1884. Prodromus faunae mediterraneae. volume 1, volume 2